# Bodon de Nevers
Bodon de Nevers, mort en 1023, comte de Vendôme, fils de Landry comte de Nevers et de sa première femme.
Bodon épouse Adèle de Vendôme-Anjou et a deux fils :
- Bouchard II le Chauve ;
- Foulque l'Oison.

Bodon devient comte de Vendôme en 1017 et meurt en 1023.

## Sources et bibliographie
- Dominique Barthélemy, La Société dans le comté de Vendôme : de l’an mil au XIVe siècle, Paris, Fayard, 1993, 1118 p. [détail des éditions] (ISBN 2-213-03071-5).
- Jean-Claude Pasquier, Le Château de Vendôme, 2000 [détail des éditions].
- lien externe : les comtes de Vendôme.